# Fairfield (Wisconsin)
Fairfield è un comune degli Stati Uniti, situato in Wisconsin, nella Contea di Sauk.